# Musikjahr 1730
Liste der Musikjahre

◄◄ | ◄ | 1726 | 1727 | 1728 | 1729 | Musikjahr 1730 | 1731 | 1732 | 1733 | 1734 | ► | ►►

Weitere Ereignisse
Dieser Artikel behandelt das Musikjahr 1730.

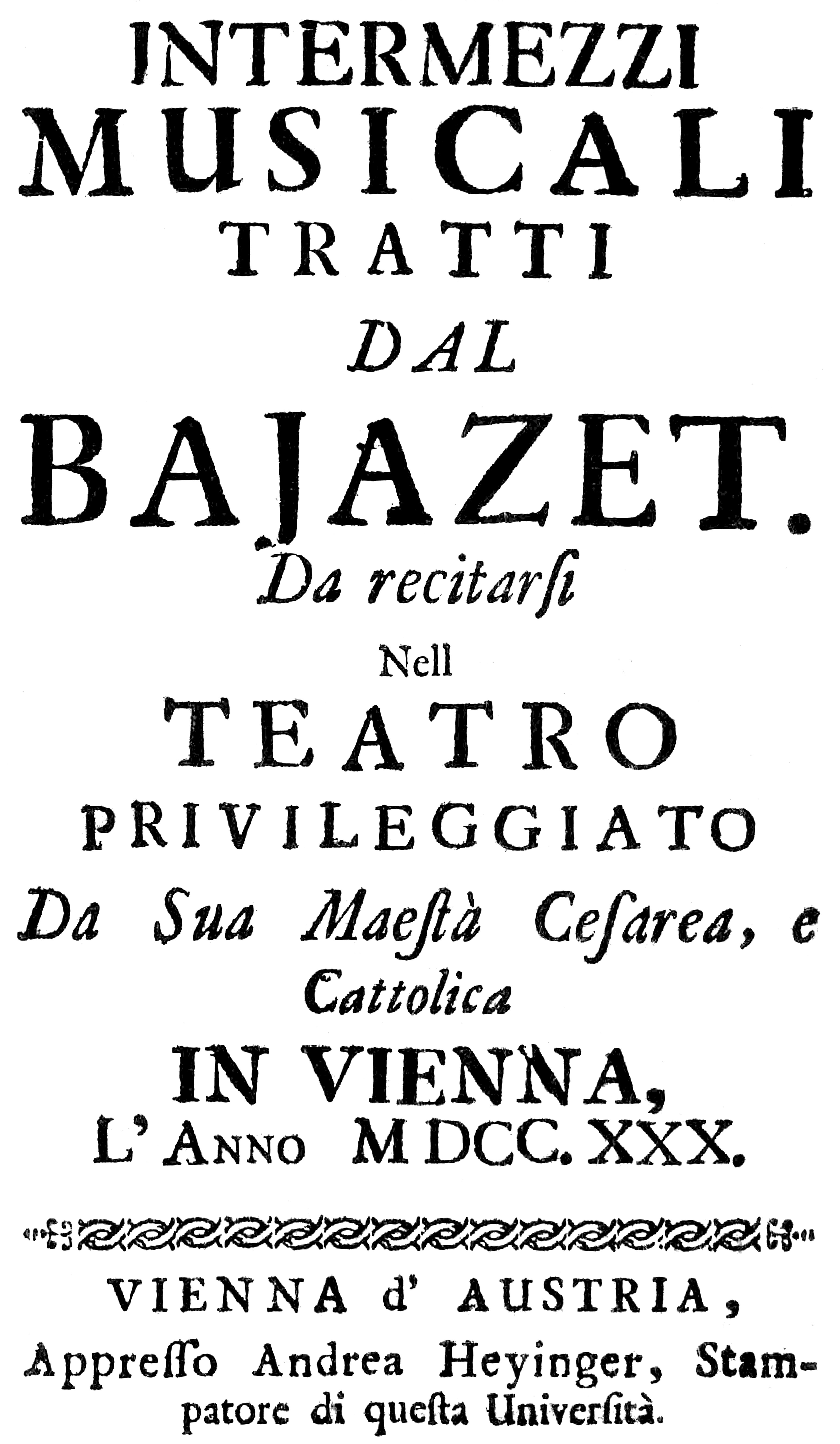
Anonym – Intermezzi musicali tratti dal Bajazet – Titelseite des Librettos – Wien 1730

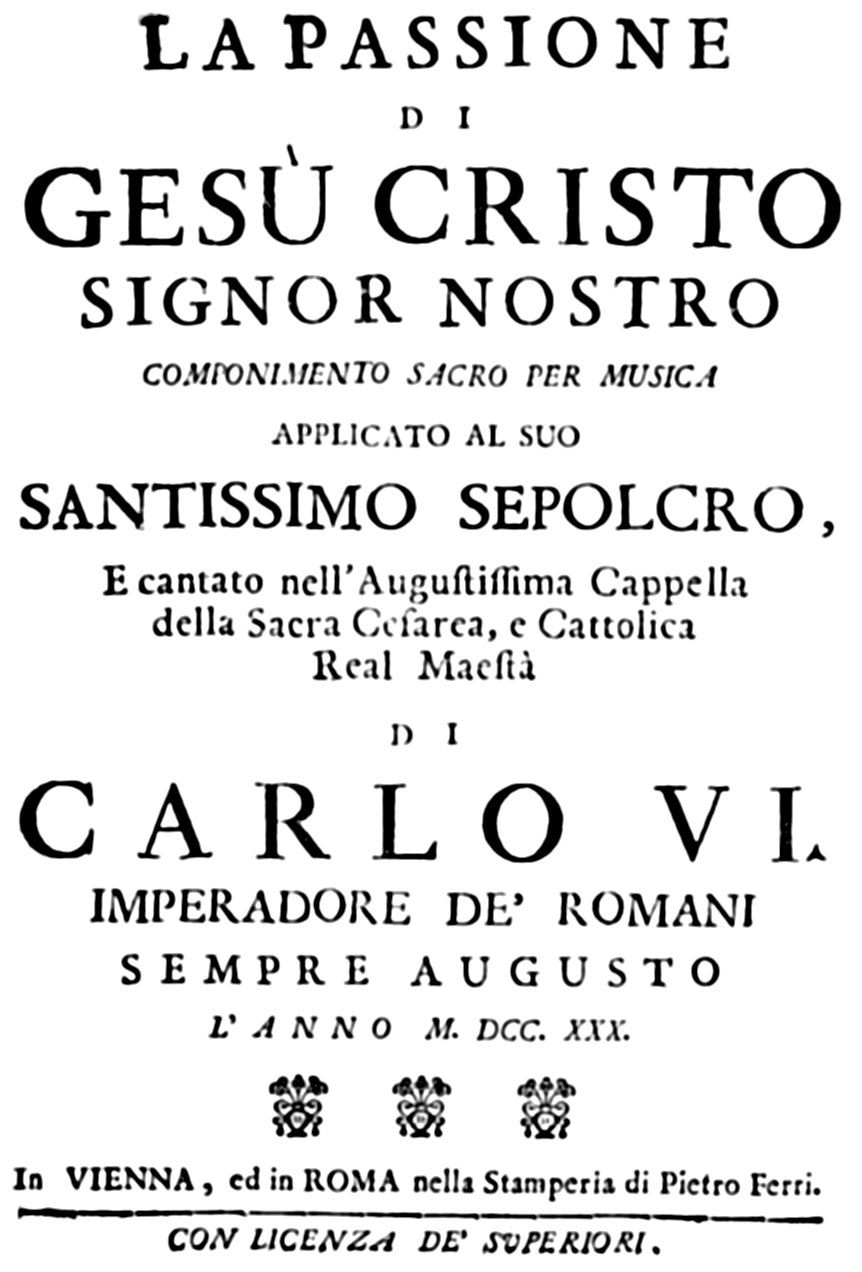
Antonio Caldara – La passione – Titelseite des Librettos – Wien 1730

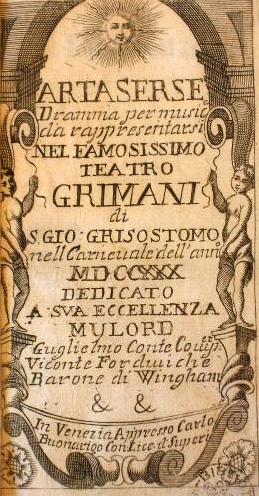
Johann Adolph Hasse – Artaserse – Titelseite des Librettos – Venedig 1730

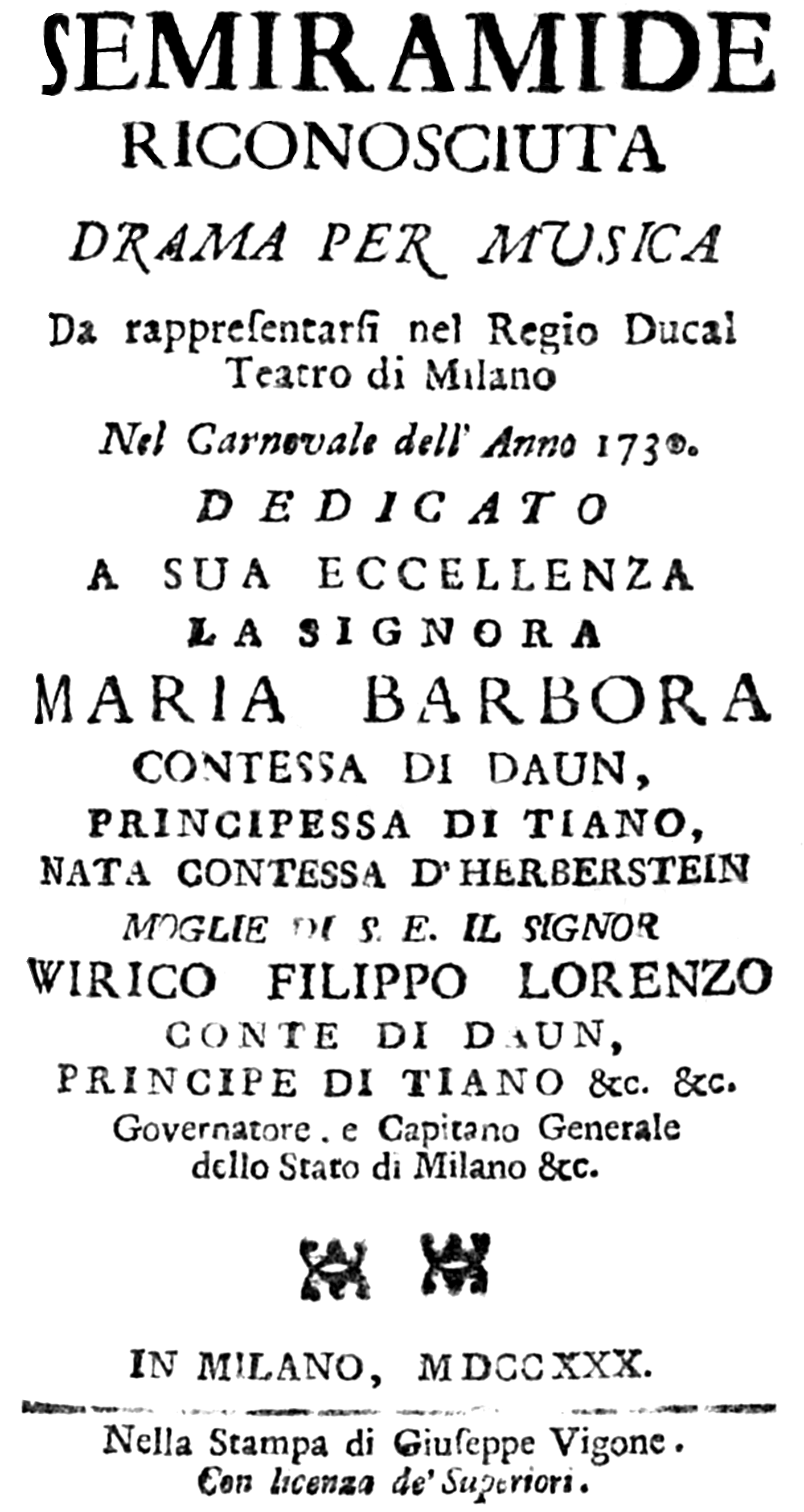
Geminiano Giacomelli – Semiramide riconosciuta – Titelseite des Librettos – Mailand 1730

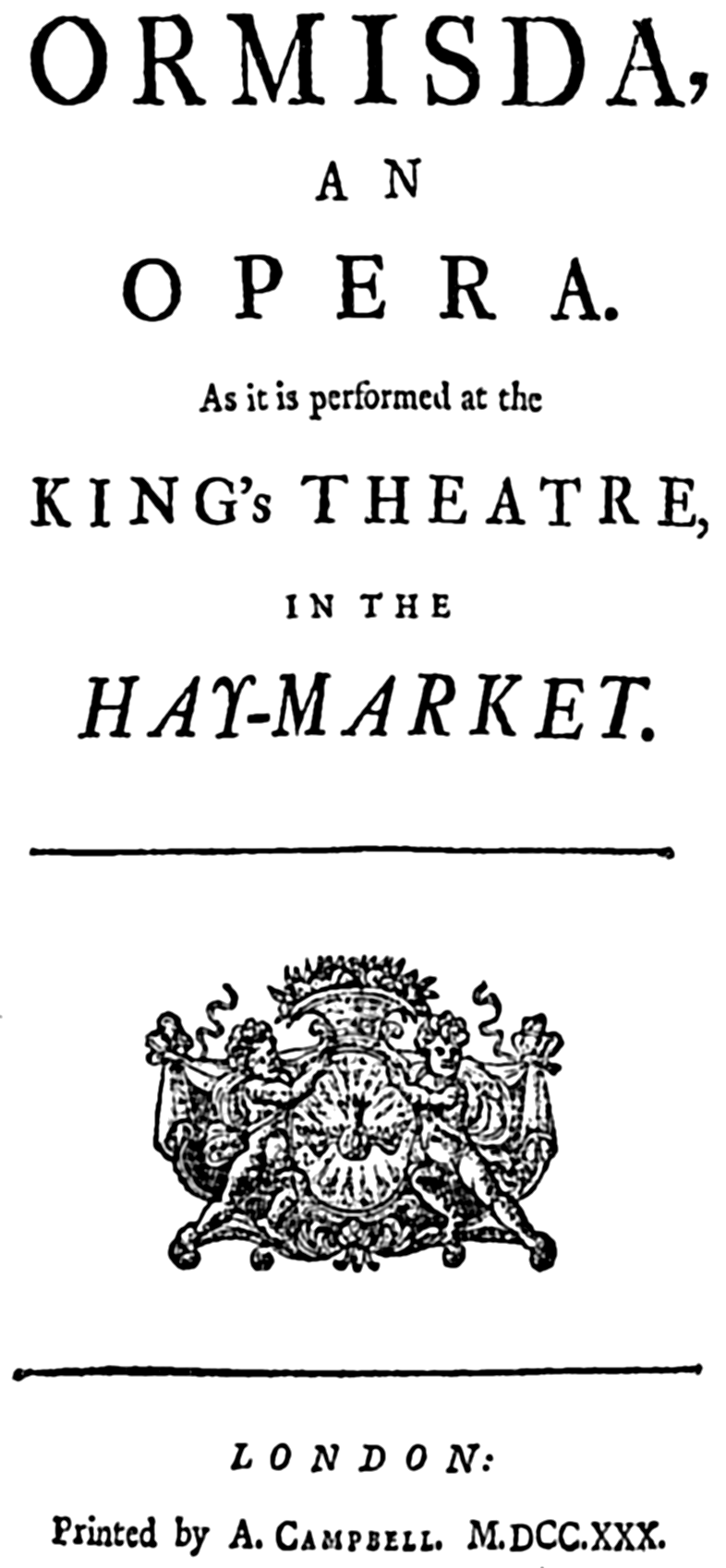
Georg Friedrich Händel – Ormisda – Titelseite des Librettos – London 1730

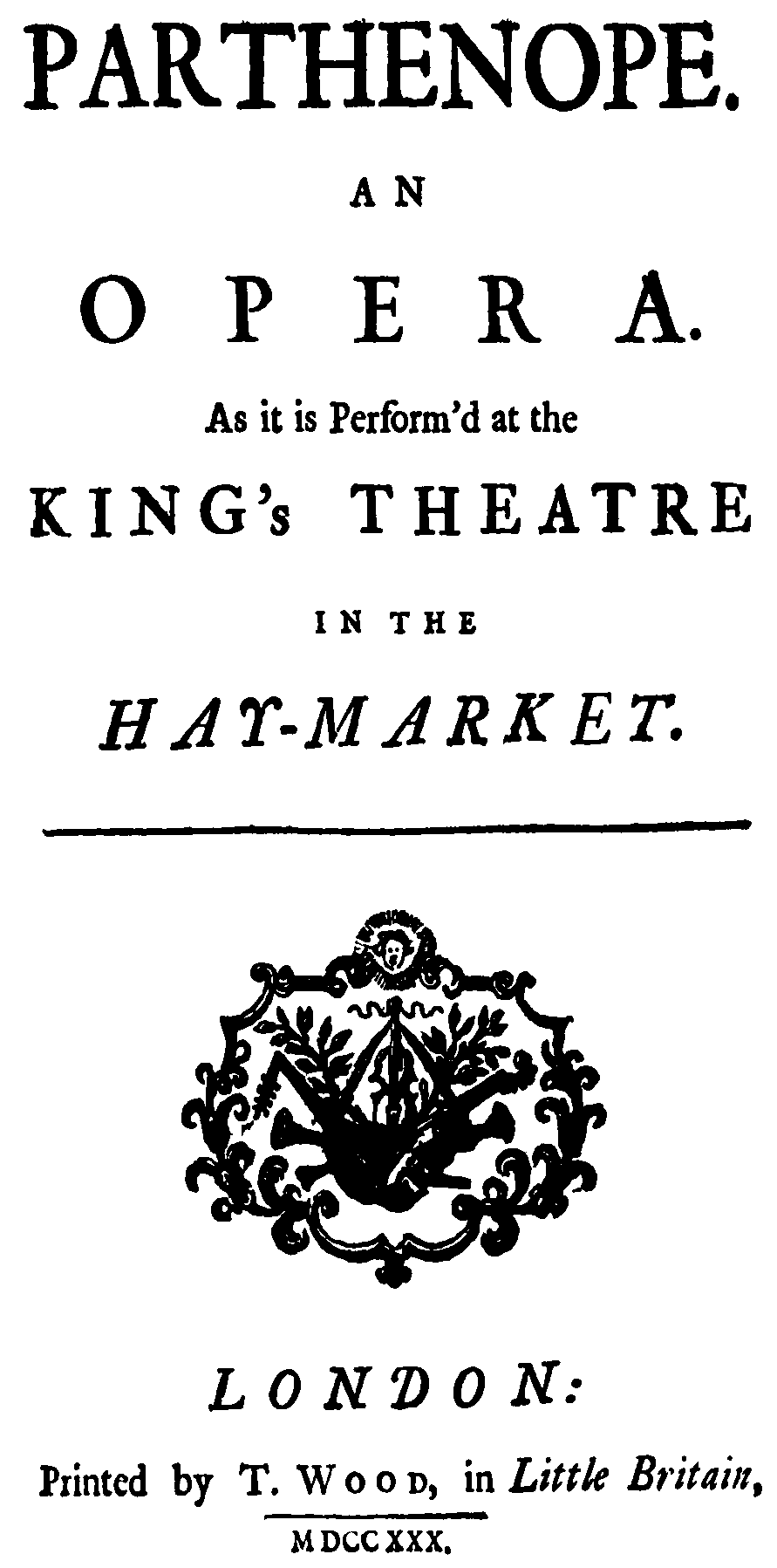
Georg Friedrich Händel – Partenope – Titelseite des Librettos – London 1730

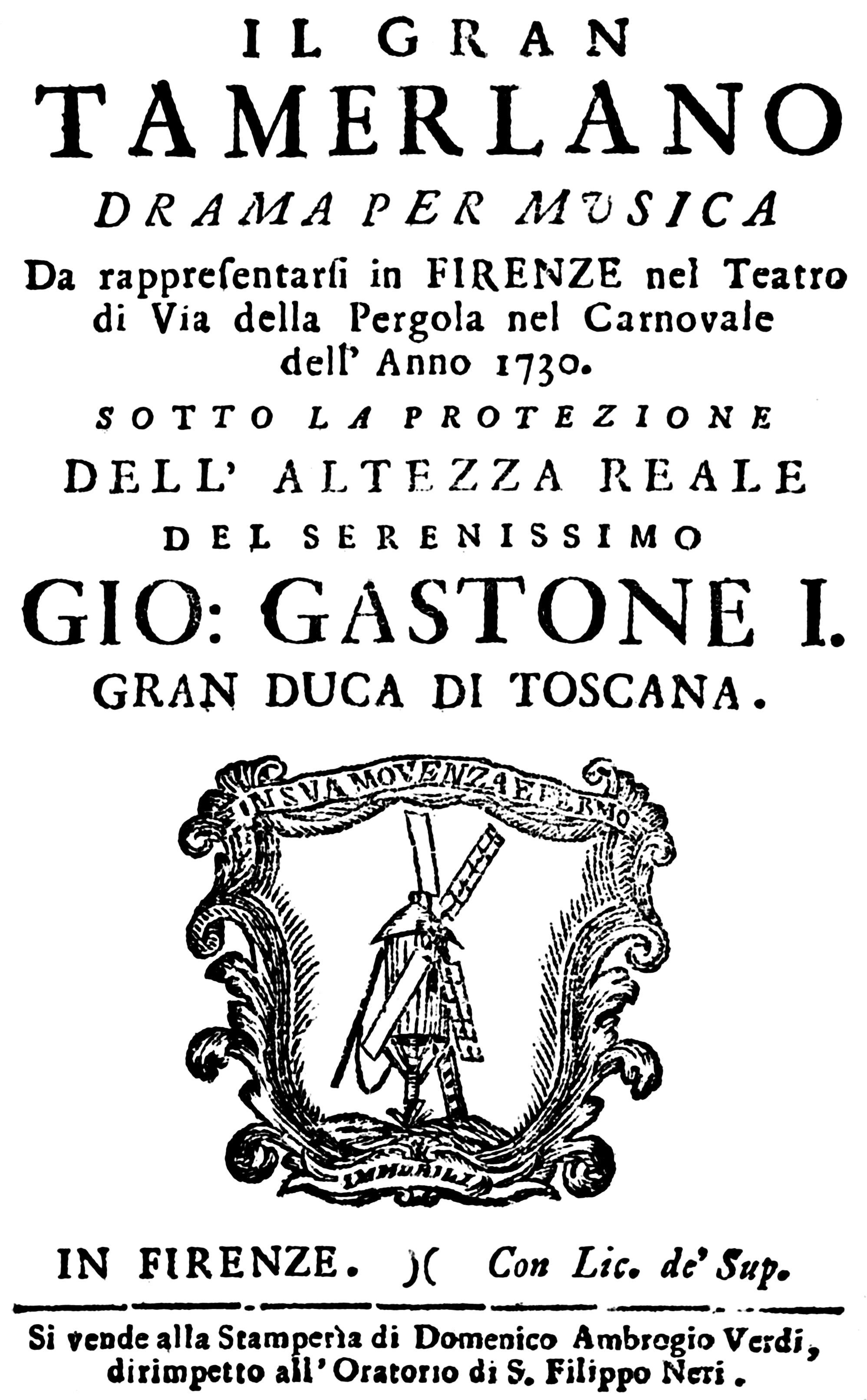
Giovanni Porta – Il gran Tamerlano – Titelseite des Librettos – Florenz 1730

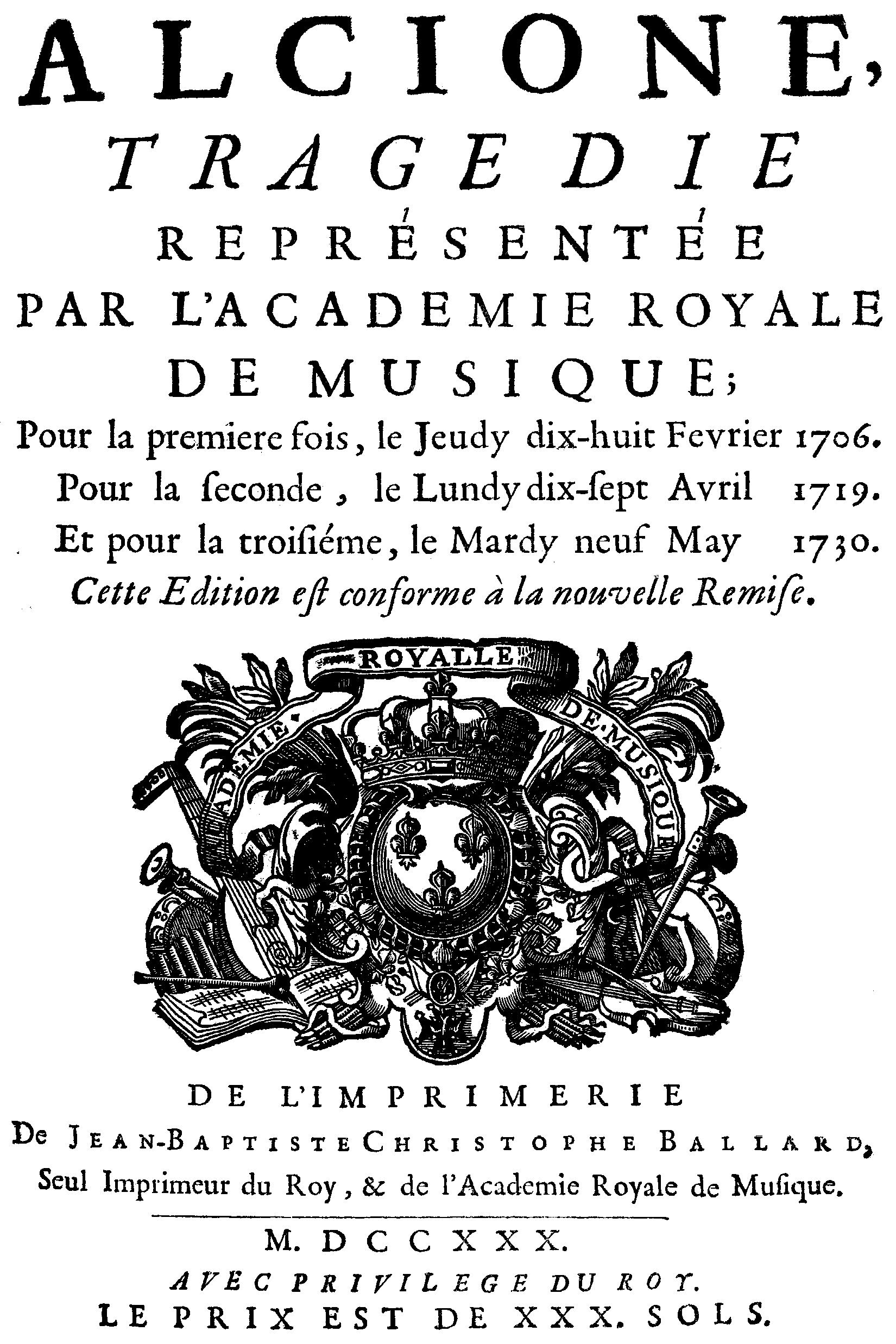
Marin Marais – Alcione – Titelseite des Librettos – Paris 1730

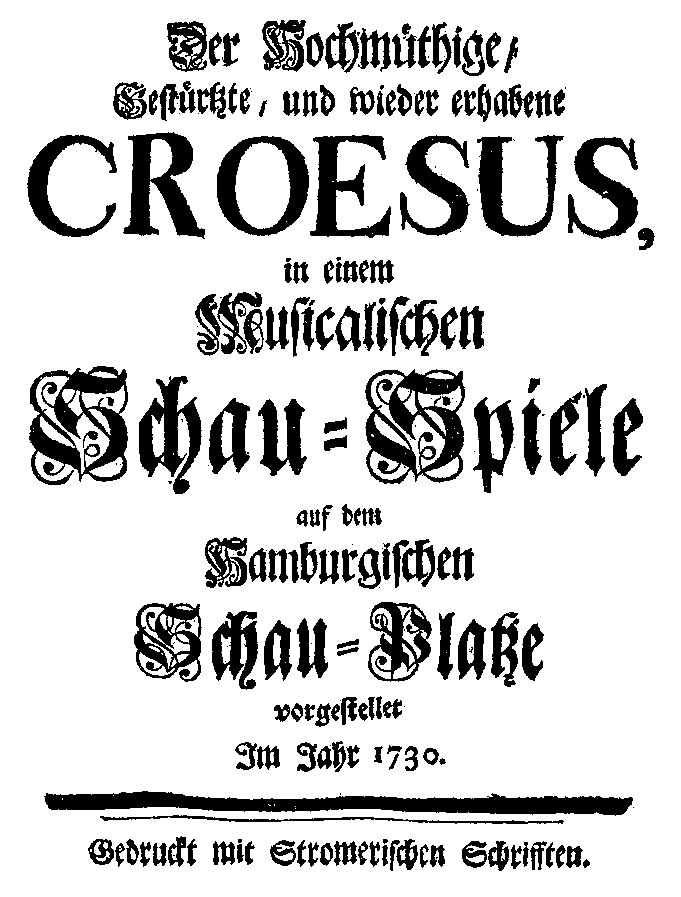
Reinhard Keiser – Der hochmütige, gestürzte und wieder erhabene Croesus – Titelseite des Librettos – Hamburg 1730

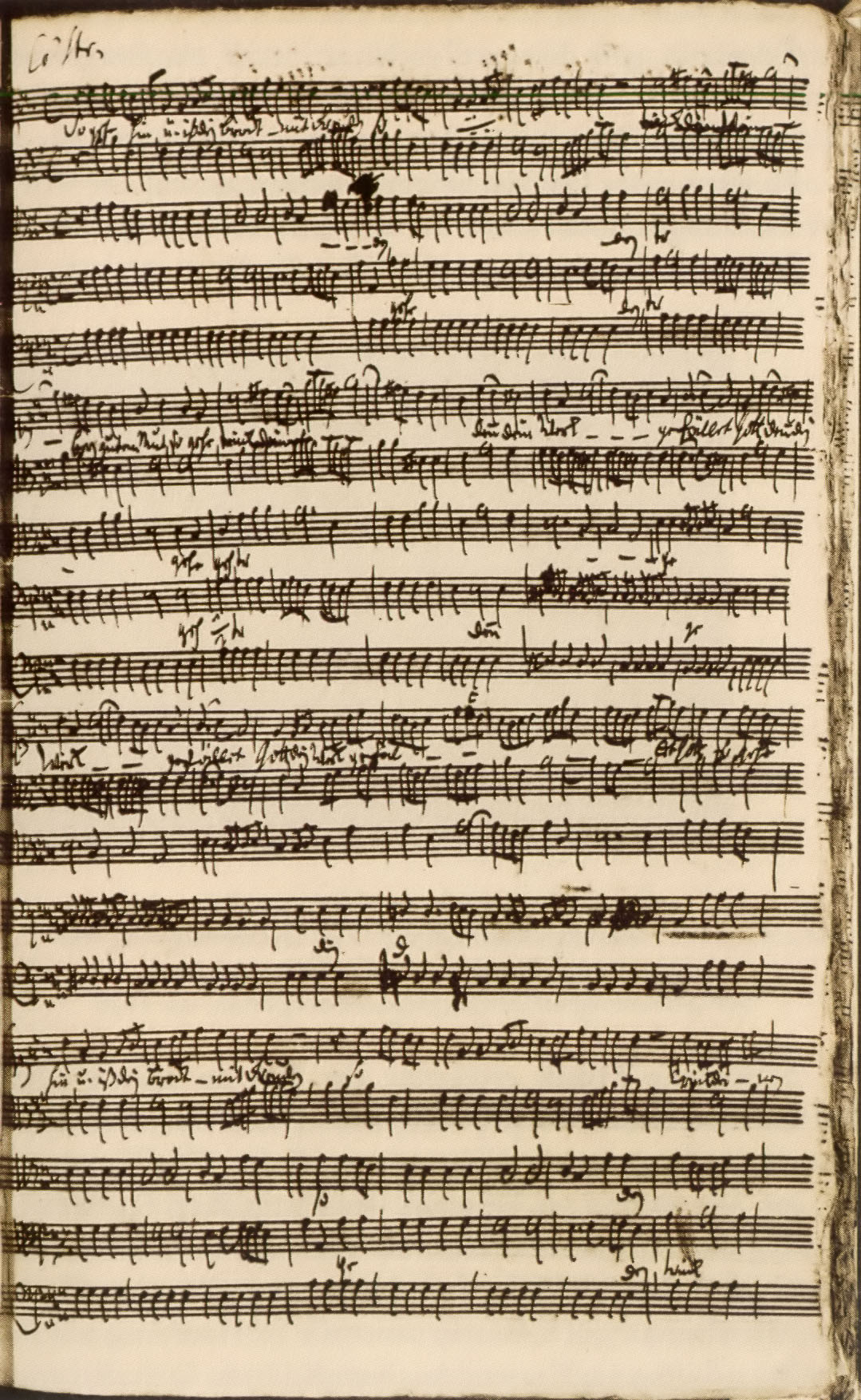
Schlusschor des Oratorios der Kapitänsmusik von Georg Philipp Telemann aus dem Jahre 1730

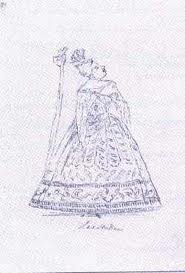
Zeitgenössische Karikatur der italienischen Opernsängerin Anna Maria Strada

## Ereignisse

### Johann Sebastian Bach
- Johann Sebastian Bach ist seit dem 30. Mai 1723 Thomaskantor und musikalischer Leiter der Thomaskirche in Leipzig. Außerdem hat er 1729 die Leitung des 1701 von Georg Philipp Telemann gegründeten Collegium musicum übernommen. Durch die zusätzliche Leitung des Kollegiums erweitert er seine Wirkungsmöglichkeiten im Leipziger Musikleben beträchtlich. Mit diesem studentischen Ensemble führt er deutsche und italienische Instrumental- und Vokalmusik auf, darunter seine eigenen in Weimar und Köthen entstandenen Konzerte, die er später auch zu Cembalokonzerten mit bis zu vier Solisten umarbeiten wird. Die Konzerte finden ein- bis zweimal pro Woche im Zimmermannischen Caffee-Hauß (1943 kriegszerstört) oder im dazugehörigen Garten statt.
- 27. Juni: Anlässlich der 200-Jahr-Feier der Confessio Augustana führt Bach seine Kantate Wünschet Jerusalem Glück (BWV Anhang 4a) erstmals auf.
- 23. August: Da sich die Aufführungsbedingungen in der Thomaskirche in den ersten Leipziger Jahren insgesamt verschlechtert haben, sieht sich Bach gezwungen, in einer Eingabe an den Rat der Stadt Leipzig seine Vorstellungen von der vokalen und instrumentalen Ausstattung einer „wohlbestallten Kirchen Music“ zu dokumentieren. Dieser „höchstnöthige Entwurff“ ist heute eine wichtige Quelle für die historische Aufführungspraxis seiner Werke.
- 17. September: Uraufführung der Bach-Kantate Jauchzet Gott in allen Landen (BWV 51)
- Bach bemüht sich in dieser Zeit, den Titel eines Hofkompositeurs in Dresden zugesprochen zu bekommen, da er unzufrieden ist mit der Bezahlung, den hohen Lebenshaltungskosten und der Leipziger Obrigkeit, von der er sich mehr Förderung wünscht.
- Johann Sebastian Bach wird zum vierzehnten Mal Vater. Das siebte gemeinsame Kind mit seiner zweiten Frau Anna Magdalena Bach, Christiana Benedicta (*/† 1730), wird geboren.
- Um 1730 entsteht das Manuskript der Lukaspassion (BWV 246), das gemäß Handschriftanalysen teilweise von Bach niedergeschrieben wurde. Die heutige Musikwissenschaft nimmt an, dass es sich dabei um Bachs Kopie des Werkes eines anderen Komponisten handelt. Vermutlich führt Bach die Passion in Leipzig auf, oder beabsichtigt zumindest, es zu tun.

### Georg Friedrich Händel
- Georg Friedrich Händel, der 1729 gemeinsam mit Johann Jacob Heidegger die „zweite Opernakademie“ gegründet hat, ist musikalischer Direktor dieser Nachfolgeorganisation der Royal Academy of Music.
- Händel wohnt seit Juli/August 1723 in London in der 25 Brook Street und bewohnt hier bis zu seinem Tod im Jahr 1759 zwei Stockwerke. Nahezu alle Werke, die seit 1723 entstehen, werden in diesem Haus komponiert. Auch die Vorbereitungen der Aufführungen finden oft im Händelschen Dining Room statt.
- 24. Februar: Die Oper Partenope von Georg Friedrich Händel hat ihre Uraufführung am King’s Theatre am Haymarket in London. Sie ist Händels zweite Oper für die von ihm und Johann Jacob Heidegger gegründete zweite Opernakademie. Er wendet sich darin von dem pathetisch-heroischen Stil ab, der dem Vorgängerwerk Lotario seinen Misserfolg eingehandelt hat. Das Libretto stammt von Silvio Stampiglia aus dem Jahr 1699. Die Hauptrollen singen unter anderem Anna Maria Strada, Antonio Bernacchi und Francesca Bertolli. Auch diesem Werk Händels ist kein Erfolg beschieden.

### Domenico Scarlatti
- Domenico Scarlatti war seit 1719 in Lissabon Musiklehrer und Hofkapellmeister am Hofe des frommen und verschwendungssüchtigen Königs Johann V. Dort hatte er die an Asthma leidende portugiesische Prinzessin Maria Bárbara de Bragança kennengelernt und unterrichtet. Er folgte ihr 1729 nach Spanien, als sie den spanischen Thronfolger Don Fernando von Asturien (ab 1746 König Ferdinand VI.) heiratet. Sie gehen zunächst nach Andalusien, wo der Hof anfangs zwischen Sevilla, den Sierras, Granada, Cádiz und anderen Hafenstädten hin- und herreist. Die Cembali der Prinzessin werden dabei auf dem Rücken von Maultieren transportiert. Ab Oktober 1730 (bis zum 16. Mai 1733) wird die Alcázares Reales in Sevilla zur festen Residenz und Wirkungsstätte für Scarlatti.

### Georg Philipp Telemann
- Georg Philipp Telemann ist seit 1721 Cantor Johannei und Director Musices der Stadt Hamburg, eines der angesehensten musikalischen Ämter Deutschlands. In diesem Amt verpflichtet sich Telemann zur Komposition von zwei Kantaten wöchentlich und einer Passion pro Jahr, in späteren Jahren greift er allerdings bei seinen Kantaten auf frühere Werke zurück. Daneben komponiert er zahlreiche Musiken für private und öffentliche Anlässe, etwa für Gedenktage und Hochzeiten.
- Außerdem hat Telemann für ein Jahresgehalt von 300 Talern die Leitung der Hamburgischen Oper am Gänsemarkt übernommen, baut das bereits 1660 von Matthias Weckmann gegründete, aber mittlerweile nicht mehr konzertierende Collegium musicum neu auf und übernimmt zusätzlich eine Stelle als Kapellmeister von Haus aus für den Hof des Markgrafen von Bayreuth. Dorthin liefert er von Zeit zu Zeit Instrumentalmusik sowie eine Oper jährlich.
- Telemann, der ab 1725 außerdem dem Herzog von Sachsen-Eisenach als Agent dient und dem Eisenacher Hof über Neuigkeiten aus Hamburg berichtet, gibt diese Stelle 1730 an den Arzt Christian Ernst Endter ab.
- Georg Philipp Telemann veröffentlicht sein Fast allgemeines Evangelisch-musikalisches Liederbuch, das über 2000 Kirchenliedmelodien in verschiedenen Varianten enthält und für Organisten bestimmt ist.

### Antonio Vivaldi
- Antonio Vivaldi ist seit 1726 musikalischer Leiter des Teatro Sant’Angelo in seiner Heimatstadt Venedig. Dort wird er sowohl als Komponist als auch als Geigenvirtuose zur lebenden Legende und zum „Wallfahrtsziel“ für viele Musiker aus ganz Europa.

### Weitere biografische Ereignisse
- Antonio Bernacchi, der 1729 in London im King’s Theatre engagiert war und dort in Uraufführungen und Wiederaufnahmen von Händels Bühnenwerken sang, geht 1730 nach Italien zurück. Dort wird er noch fünf Jahre als Sänger tätig sein und 1737 in Bologna eine Musikschule gründen.
- Johann Adam Birckenstock wird nach dem Tod des Kasseler Herzogs Hofkapellmeister beim Großherzog von Sachsen-Weimar-Eisenach.
- André Campra wird Generalinspektor der Pariser Oper.
- François Couperin veröffentlicht den vierten Band seiner insgesamt 240 Cembalowerke, die er zu 27 Suiten zusammengefasst hat. Die ersten drei Bände dieses Werkes, das im Mittelpunkt seines Schaffens steht, erschienen 1713, 1716/17 und 1722.
- Johann Adolph Hasse, der sich den Beinamen il divino Sassone („der göttliche Sachse“) verdient hatte, wird spätestens durch den Erfolg von Artaserse in der Karnevalsaison 1730 in Venedig über Italien hinaus bekannt. Dies ist zugleich seine erste Zusammenarbeit mit dem Dichter Pietro Metastasio, mit dem ihn eine lebenslange Freundschaft verbinden wird. Am 20. Juli heiratet Hasse die als „La nuova Sirena“ gefeierte Sängerin Faustina Bordoni. Bordini firmiert seitdem in den Dresdner Libretti als Faustina Hasse sowie in italienischen Produktionen nach 1730 als Faustina Bordoni-Hasse.
- Benedetto Marcello wird als Provveditore (Gouverneur) der Republik Venedig nach Pola in Istrien im heutigen Kroatien geschickt. Der jetzt schon kränkelnde Marcello verträgt das dortige Klima nicht und wird 1737 nach Venedig zurückkehren.
- Pietro Metastasio, der im September 1729 das Angebot angenommen hatte, Hofdichter (poeta Cesareo) am Wiener Kaiserhof Karls VI. als Nachfolger von Apostolo Zeno zu werden, kommt im Frühsommer 1730 in Wien an. Er zieht in eine große Wohnung im Haus Stadt Nr. 1187, dem „Großen Michaelerhaus“. Hier beginnt eine völlig neue Periode im Schaffen Metastasios. Zwischen 1730 und 1740 werden seine besten Dramen für das Kaiserliche Hoftheater vertont und aufgeführt werden. Außerdem widmet er sich auch wieder geistlichen Texten; seine 1730 entstandene Azione sacra La passione di nostro signore Gesù Cristo wird zu einem der meistvertonten Oratorientexte des ausgehenden 18. Jahrhunderts.
- Senesino, der bis zur Auflösung der Royal Academy of Music in London 1728 einer der Zugnummern der Akademie war, stößt 1730, nachdem Georg Friedrich Händel die zweite Opernakademie gegründet hat, wieder zu diesem Ensemble. Diesmal erhält er ein geringeres Gehalt. Auch verschlechtert sich das Verhältnis der beiden Musiker zusehends.
- Leonardo Vinci, dessen Oper Artaserse am 4. Februar 1730 im Teatro delle Dame in Rom mit großem Erfolg uraufgeführt wird, stirbt zwischen 27. Mai und 29. Mai 1730 in Neapel. Die Umstände des plötzlichen und wahrscheinlich unnatürlichen Todes, können nie ganz geklärt werden. Es heißt, er sei auf Grund einer Liebesaffäre vergiftet worden. Die Begräbniskosten übernimmt die Rosenkranzbruderschaft der Kirche Santa Caterina a Formiello.

### Uraufführungen

#### Bühnenwerke

##### Oper
- 02. Januar: Leonardo Vincis Oper Alessandro nell’Indie, die erste Vertonung des Librettos Alessandro nell’Indie von Pietro Metastasio, hat ihre Uraufführung im Teatro delle Dame in Rom, mit Giovanni Carestini als Poro und Farfallino in der weiblichen Hauptrolle als Cleofide.[1]
- 19. Januar: Die Oper Semiramide riconosciuta von Geminiano Giacomelli mit dem Libretto von Pietro Metastasio wird in Mailand im Teatro Ducale erstmals aufgeführt.
- 23. Januar: Die Komödie Le Jeu de l’amour et du hasard (Das Spiel von Liebe und Zufall) von Pierre Carlet de Marivaux wird in Frankreich uraufgeführt.
- 04. Februar: Das Libretto Artaserse von Pietro Metastasio wird ebenfalls in der ersten Vertonung durch Leonardo Vinci am Teatro delle Dame in Rom uraufgeführt.
- 05. Februar: Das Dramma per musica Andromaca von Francesco Feo auf das Libretto von Apostolo Zeno wird in Rom uraufgeführt.
- 11. Februar: Artaserse, eine Opera seria in drei Akten von Johann Adolph Hasse nach dem Libretto Artaserse von Pietro Metastasio hat seine Uraufführung am Teatro San Giovanni Grisostomo in Venedig. Die männliche Hauptrolle des Prinzen Arbace singt der berühmte Kastrat Farinelli.
- 24. Februar: Die Oper Partenope von Georg Friedrich Händel hat ihre Uraufführung am King’s Theatre am Haymarket in London. Sie ist Händels zweite Oper für die von Händel und Johann Jacob Heidegger gegründete zweite Opernakademie. Er wendet sich darin von dem pathetisch-heroischen Stil ab, der dem Vorgängerwerk Lotario seinen Misserfolg eingehandelt hat. Das Libretto stammt von Silvio Stampiglia aus dem Jahr 1699. Die Hauptrollen singen unter anderem Anna Maria Strada, Antonio Bernacchi und Francesca Bertolli. Auch diesem Werk Händels ist kein Erfolg beschieden.
- 04. April: Am King’s Theatre wird das Dramma per musica Ormisda mit großem Erfolg uraufgeführt. Die Musik stammt von Leonardo Vinci, Johann Adolf Hasse und Giuseppe Maria Orlandini. Das Libretto ist eine Adaption des Ormisda von Apostolo Zeno und wurde vermutlich von Georg Friedrich Händel zu einem Pasticcio bearbeitet.
- 20. August: Die Uraufführung der Oper The Generous Free-Mason von Henry Carey findet in London statt.
- 15. Oktober: Die Uraufführung der Oper Dialogo tra la vera disciplina e il Genio von Antonio Caldara erfolgt am Teatro della Favorita in Wien.
- 00. Oktober: Uraufführung der Tragédie lyrique in 5 Akten und Prolog Pyrrhus von Joseph-Nicolas-Pancrace Royer in der Académie royale de musique in Paris.
- Herbst: Die Erstfassung der Oper Ezio von Johann Adolph Hasse auf das Libretto Ezio von Pietro Metastasio hat ihre Uraufführung am Teatro San Bartolomeo in Neapel. Francesca Cuzzoni singt die weibliche Hauptrolle.
- 06. Dezember: Die von Reinhard Keiser grundsätzlich überarbeitete Neufassung des Singspiels in drei Akten Der hochmütige, gestürzte und wieder erhabene Croesus aus dem Jahr 1711 wird an der Oper am Gänsemarkt in Hamburg uraufgeführt. Das Libretto verfasste Lucas von Bostel nach dem italienischen Libretto Creso von Nicolò Minato.
- 26. Dezember: Uraufführung des Dramma per musica Il fratricida innocente von Giuseppe Maria Orlandini auf das Libretto von Apostolo Zeno in Florenz, im Teatro del Cocomero
- Francesco Araia – Berenice (Libretto von A. Salvi; Uraufführung in Florenz, Pratolino)
- Riccardo Broschi – Idaspe
- Antonio Caldara – Enone
- Geminiano Giacomelli – Egloga amebea (Intermezzo in einem Akt; Uraufführung in Wien)
- Giovanni Battista Costanzi – L’Eupatra (Dramma per musica; Libretto von Giovanni Faustini; Uraufführung in Rom)
- Johann Adolf Hasse
  - Arminio (Libretto von Antonio Salvi; Uraufführung in Mailand)
  - Dalisa (Libretto von Domenico Lalli; Uraufführung in Venedig)
- Nicola Antonio Porpora
  - Mitridate (Libretto von Filippo Vanstryp; Uraufführung in Rom)
  - Siface (Libretto von Pietro Metastasio; Uraufführung in Mailand 1725; Neufassung in Rom 1730)
  - Tamerlano (Libretto von Agostino Piovene; Uraufführung in Turin)
- Giovanni Porta – Il gran Tamerlano (Libretto von Agostino Piovene; Uraufführung in Florenz)
- Antonio Vivaldi – Argippo (RV 697; spätestens 1730 uraufgeführt)[2]

##### Oratorium
- Antonio Caldara – La passione di Gesù Cristo (Uraufführung in Wien)
- Jean-Joseph Fiocco – La morte vinta sul Calvario
- Carl Heinrich Graun – Kommt her und schauet (Passionsoratorium)
- Georg Philipp Telemann
  - Jauchze, jubiliere und singe (TWV 15:5a)
  - Wenn meine Sünd mich kranken (TWV 5:15)[3]

### Instrumentalmusik

#### Orchester
- Jacques Aubert – Suites de concerts de Symphonies, op. 8
- Francesco Barsanti – 9 Overtures, op. 4
- Antonio Vivaldi
  - Fagottkonzert C-Dur (RV 477)[2]
  - Konzert G-Dur (RV 575)[2]

#### Kammermusik
- Joseph Bodin de Boismortier
  - 6 Suites pour 2 Vieles, Musettes, Flutes-à-bec, Fluts. traversieres, & Hautbois. Suivies de 2 Sonates à Dessus et Basse, op. 27 (Paris)
  - 6 Sonates en trio pour deux hautbois, flûtes-traversières ou violons avec la basse, suivies de deux concerto dont le Ier se joue sur la musette, la vièle ou la flûte-à-bec, op. 28 (Paris)
  - Diverses pièces de viole avec la basse chiffrée, op. 31 (Paris)
- Willem de Fesch – Sonaten für Soloinstrument und B. c., op. 6
- Georg Philipp Telemann – Sechs „Pariser Quartette“ Nr. 1–6 (TWV 43:G1, D1, A1, g1, e1, h1), publiziert als: Quadri a violino, flauto traversiere, viola da gamba o violoncello, e fondamento: ripartiti in 2. concerti, 2. balletti, 2. suonate (Hamburg, 1730).[3]

#### Violinmusik
- Johan Helmich Roman
  - Assaggio in g-Moll (BeRI 314)
  - Assaggio in g-Moll (BeRI 320)
- Georg Philipp Telemann – Nouvelles sonatines

### Tastenmusik

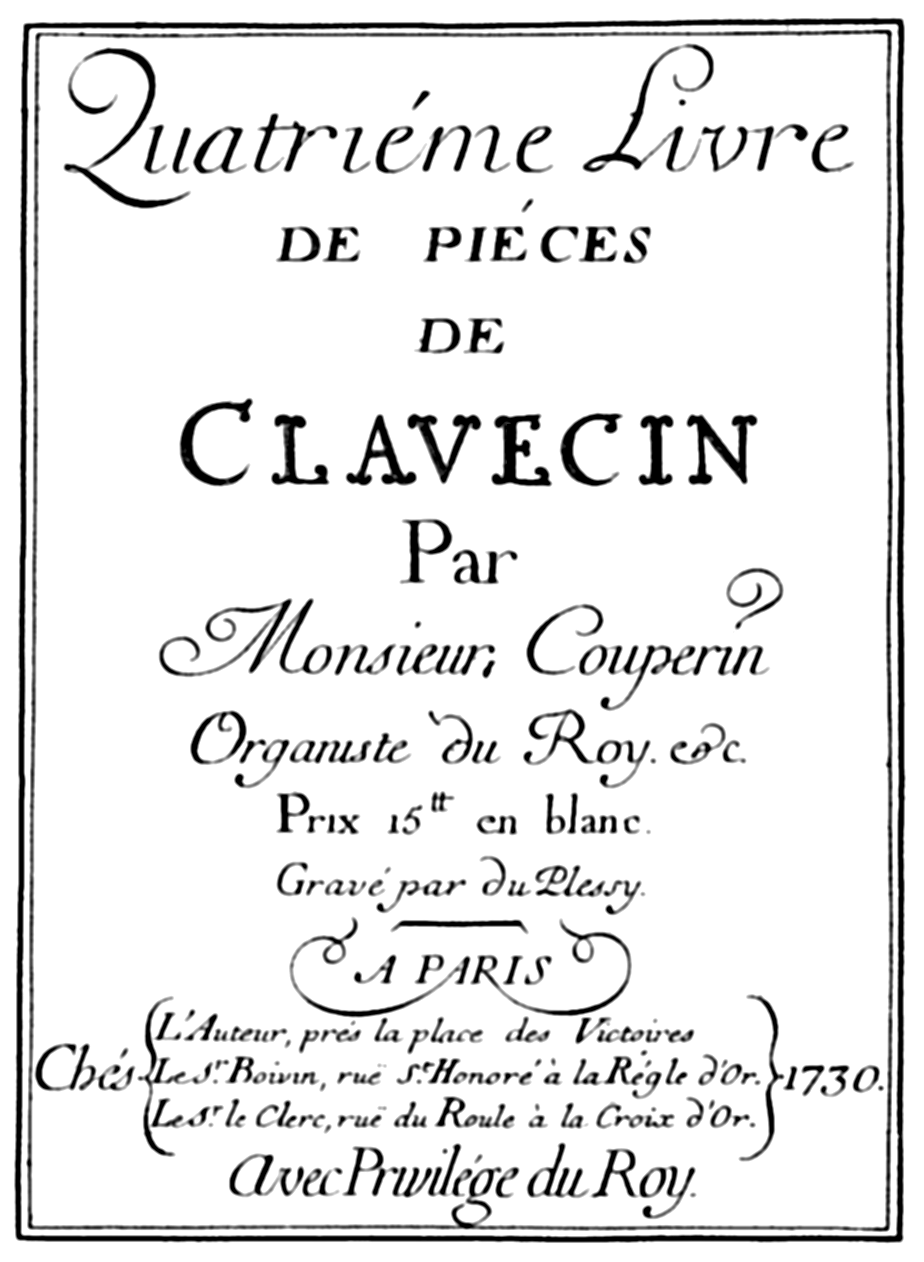
4. Buch der Pièces de Clavecin von François Couperin

#### Cembalo
- Johann Sebastian Bach
  - Partita Nr. 5, BWV 829 (Einzelpublikation 1730)
- François Couperin – Pièces de clavecin, Band 4
- Georg Friedrich Händel – Allegro in d-Moll (HWV 475)
- Leonardo Leo – 14 Toccate

#### Orgel
- Johann Sebastian Bach – 6 Triosonaten für Orgel, BWV 525–530 (komponiert um 1730)[4]

### Vokalmusik

#### Geistlich
- Giuseppe Matteo Alberti – Canzoni spirituali (in: La ricreazione spirituale nella musica delle sagre canzoni, Bologna 1730)
- Johann Sebastian Bach
  - Kantate Jauchzet Gott in allen Landen (BWV 51, komponiert 1730?)
  - Kantate Gott, man lobet Dich in der Stille zu Zion (BWV 120b)
  - Kantate Singet dem Herrn ein neues Lied (BWV 190a)
  - Kantate Nun danket alle Gott (BWV 192)
  - Kantate Gott, gib dein Gerichte dem Könige (BWV Anhang 3)
  - Kantate Wünschet Jerusalem Glück (BWV Anhang 4a)
- Willem de Fesch – Missa Paschalis
- Carl Heinrich Graun – Passionskantate Ein Lämmlein geht und trägt die Schuld
- Benedetto Marcello – Requiem („In the Venetian Manner“)
- Georg Philipp Telemann – Matthäus-Passion (TWV 5:15)
- Antonio Vivaldi – nicht genau datierbare Motetten u. a.[2]
- Jan Dismas Zelenka
  - Missa Gratias agimus tibi, D-Dur (ZWV 13, 1730)
  - I penitenti al sepolcro del redentore (ZWV 63)
  - Haec dies quam fecit Dominus (ZWV 169)

#### Weltlich
- Philippe Courbois – Recueil d'airs sérieux et à boire à une et deux voix
- Johann Theile – Ach dass ich hören sollte
- Antonio Vivaldi – Kantaten
  - Fonti di pianto piangete (RV 656)
  - Par che tardo oltre il costume (RV 662)
  - Qual per ignoto calle (RV 677)[2]

### Anderes
- Giuseppe Maria Orlandini – Eine geistliche Canzone (in: La Ricreazione spirituale nella musica delle sagre canzoni; Bologna 1730)
- Georg Philipp Telemann – Fast allgemeines Evangelisch-Musicalisches Lieder-Buch

### Instrumentenbau
- Zacharias Hildebrandt
  - vollendet die Orgel in der Evangelischen Kirche in Sotterhausen
- Andreas Silbermann
  - stellt die Orgel in der Kirche St. Cyriakus in Altorf fertig
- Gottfried Silbermann
  - vollendet die Orgel in der Stadtkirche St. Georgen in Glauchau
  - beendet die Arbeiten an der Orgel in der Kirche St. Trinitatis in Reichenbach im Vogtland und
  - beginnt mit dem Bau der Orgel für die Stadtkirche in Mylau
- Leopold Spiegel
  - vollendet die Orgel für die St. Ursula-Kirche in Prag
- Antonio Stradivari
  - stellt die Violine Tritton fertig
  - vollendet um 1730 die Violoncelli „Feuermann, De Munck, Gardiner“, „Vaslin Composite“, „Pawle, Ben Venuto“ und „Scholz, Goltermann“.

## Geboren

### Geburtsdatum gesichert
- 23. Februar: Cristiano Giuseppe Lidarti, österreichisch-italienischer Komponist († 1795)
- 21. April: Antonín Kammel, tschechischer Komponist und Violinist († 1784)
- 27. Mai: Andreas Krämer, deutscher Orgelbauer und kurpfälzischer Hoforgelmacher († 1799)
- 22. Juni: Benjamin Friedrich Köhler, deutscher Kirchenlieddichter und Beamter († 1796)
- 14. Juni: Antonio Sacchini, italienischer Komponist († 1786)
- 05. August: Georg Joachim Zollikofer, Schweizer Theologe und Kirchenliederdichter († 1788)
- 07. September: Elisabetta de Gambarini, englische Komponistin, Mezzosopranistin, Organistin, Cembalistin, Pianistin, Orchester-Dirigentin und Malerin († 1765)
- 14. Oktober: Jean-Joseph Rodolphe, elsässischer Hornist, Geiger, Komponist und Musikpädagoge († 1812)
- 10. November: Giovanni Bernardo Zucchinetti, italienischer Komponist und Organist († 1801)
- 12. oder 13. November: Caterina Gabrielli, italienische Opernsängerin († 1796)
- 27. November: Michel-Paul-Guy de Chabanon, französischer Geiger, Komponist, Musiktheoretiker, Autor, Übersetzer und Mitglied der Académie française († 1792)
- 14. Dezember: Capel Bond, englischer Organist, Dirigent und Komponist († 1790)
- 19. Dezember: Johann Christoph Wiedemann, deutscher Orgelbauer († 1794)

### Genaues Geburtsdatum unbekannt
- Jacques Fleury, französischer Schriftsteller, Librettist und Komponist († 1775)
- Joseph Kaffka, deutscher Geiger und Komponist († 1796)
- Marcello Bernardini, italienischer Komponist und Librettist († 1819)

### Geboren vor 1730
- Justus Andreas Meyfeld, deutscher Stück- und Glockengießer († nach 1741)

### Geboren um 1730
- Josep Duran i Pejoán, katalanischer Kapellmeister und Komponist († 1802)
- Gaetano Franceschini, italienischer Violinist und Komponist († um 1790)
- Domenico Gallo, italienischer Komponist und Violinist († im 18. oder 19. Jahrhundert)

## Gestorben

### Todesdatum gesichert

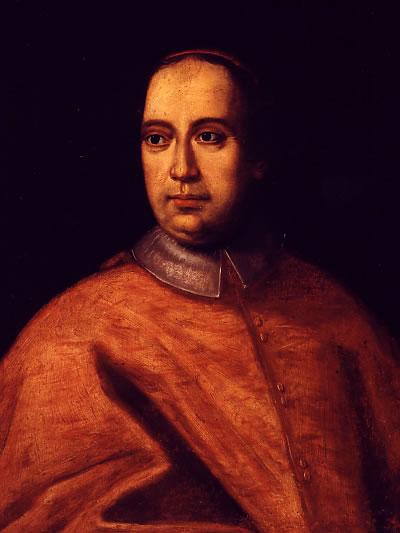
Benedetto Pamphilj; † 22. März

- 12. Januar: Johann Christoph Schwedler, deutscher lutherischer Theologe und Kirchenlieddichter (* 1672)
- 26. Januar: Henrico Albicastro, deutscher Komponist (* 1660)
- 17. März: Antonín Reichenauer, böhmischer Komponist (* um 1694)
- 22. März: Benedetto Pamphilj, italienischer Kardinal und Librettist (* 1653)
- 29. März: Simon Straub, deutscher Geigenbauer (* vermutlich Ende 1662 bis Mitte 1663)
- 25. April: Leopold Spiegel, süddeutscher Orgelbauer in Prag (* um 1680)
- 14. Mai: Johann Christian Dauphin, deutscher Orgelbauer (* 1682)

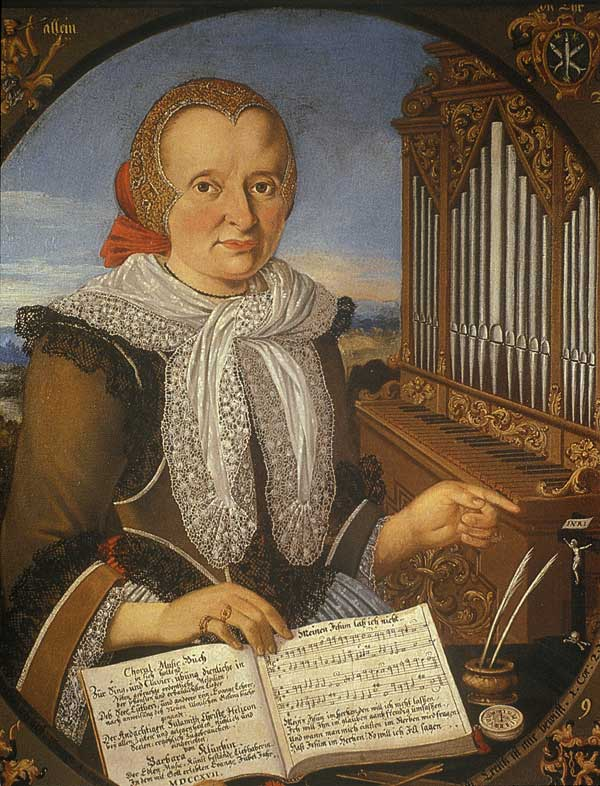
Barbara Kluntz; † 22. Mai

- 22. Mai: Barbara Kluntz, deutsche Komponistin (getauft 1661)

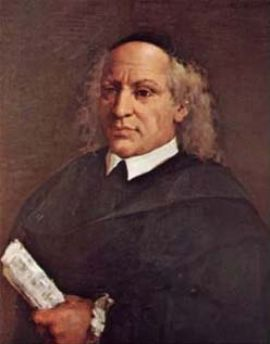
Leonardo Vinci; † zw. 27. u. 29. Mai

- zwischen 27. und 29. Mai: Leonardo Vinci, italienischer Komponist (* um 1690)

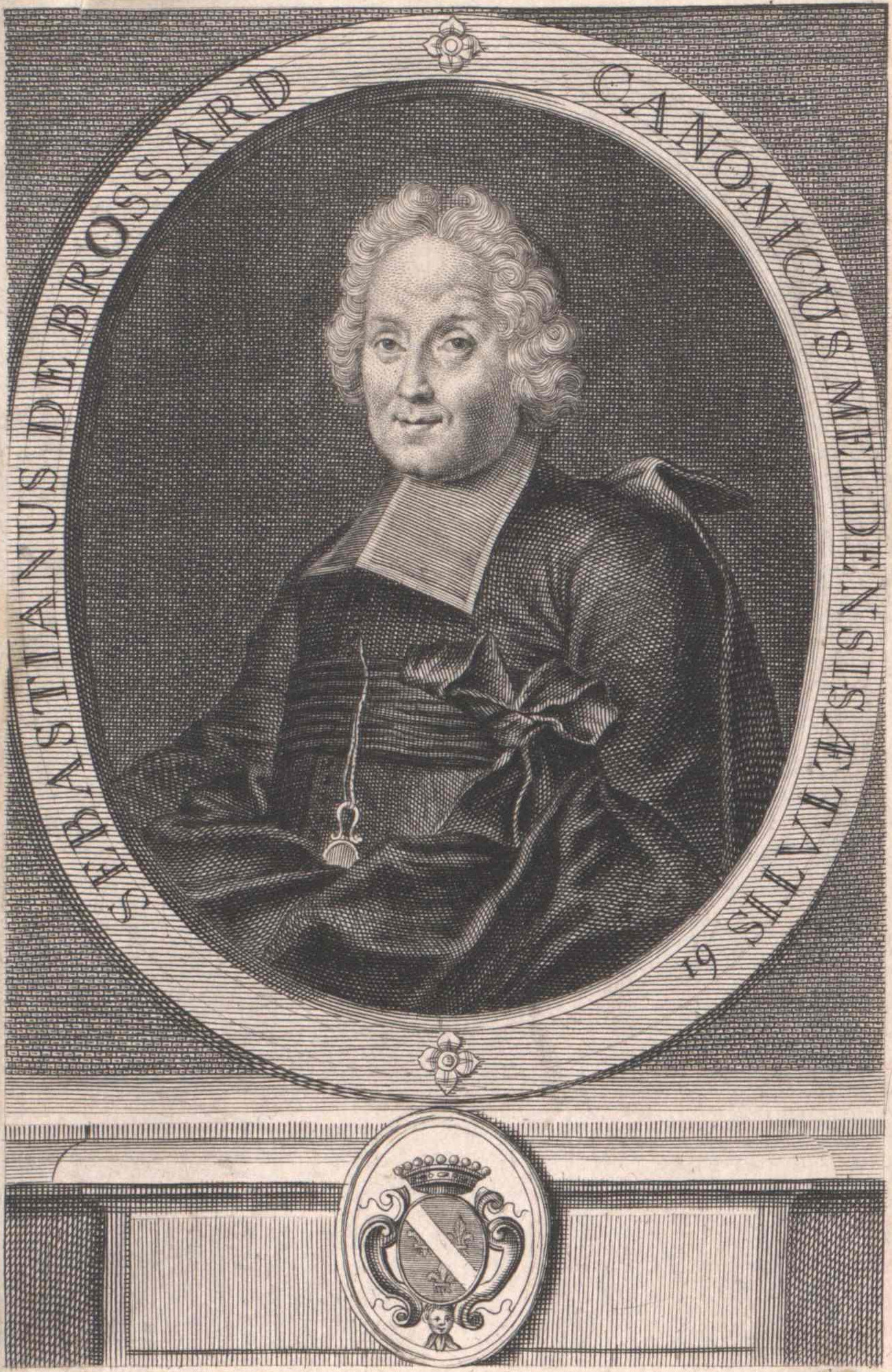
Sebastien de Brossard; † 10. August

- 10. August: Sébastien de Brossard, französischer Komponist, Autor und Musikschriftsteller (* 1655)

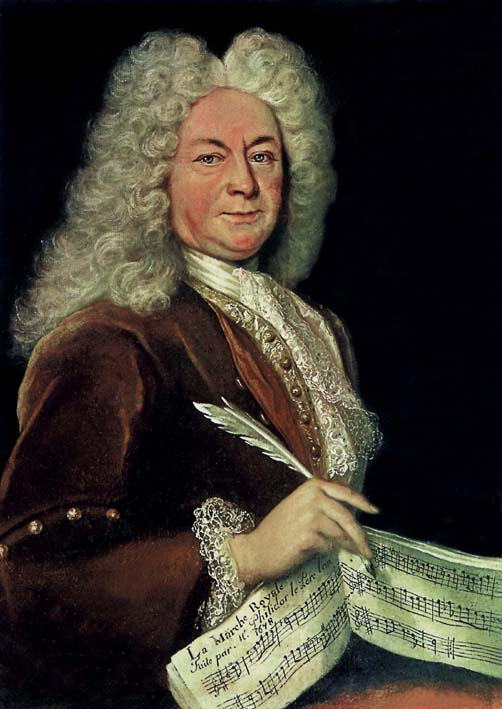
André Danican Philidor; † 11. August

- 11. August: André Danican Philidor, französischer Komponist, Hofmusiker und Musikarchivar (* 1652)
- 15. August: Johann Adam Schön, deutscher Archidiakon, Liederdichter, Autor (* 1675)
- 17. August: Mauritius Johann Vogt, böhmischer römisch-katholischer Priester deutscher Nationalität (* 1669)
- 00. August: Gottfried Finger, mährisch-deutscher Komponist (* um 1660)
- 02. September: Karl Andreas Redel, deutscher lutherischer Geistlicher und Kirchenlieddichter (* 1664)
- 15. Oktober: Jean-Baptiste Senaillé, französischer Violinist und Komponist (* 1687)

### Genaues Todesdatum unbekannt
- John Loeillet, belgischer Komponist (* 1680)
- Ignaz Menzel, schlesischer Orgel- und Klavierbauer (* 1670)